# Caulleriella capensis
Caulleriella capensis är en ringmaskart som först beskrevs av Monro 1930.  Caulleriella capensis ingår i släktet Caulleriella och familjen Cirratulidae. Inga underarter finns listade i Catalogue of Life.